# (5376) 1990 DD
(5376) 1990 DD (1990 DD, 1971 BB, 1975 FZ, 1988 QX) — астероїд головного поясу, відкритий 16 лютого 1990 року.
Тіссеранів параметр щодо Юпітера — 3,465.